# لیسه خمیر

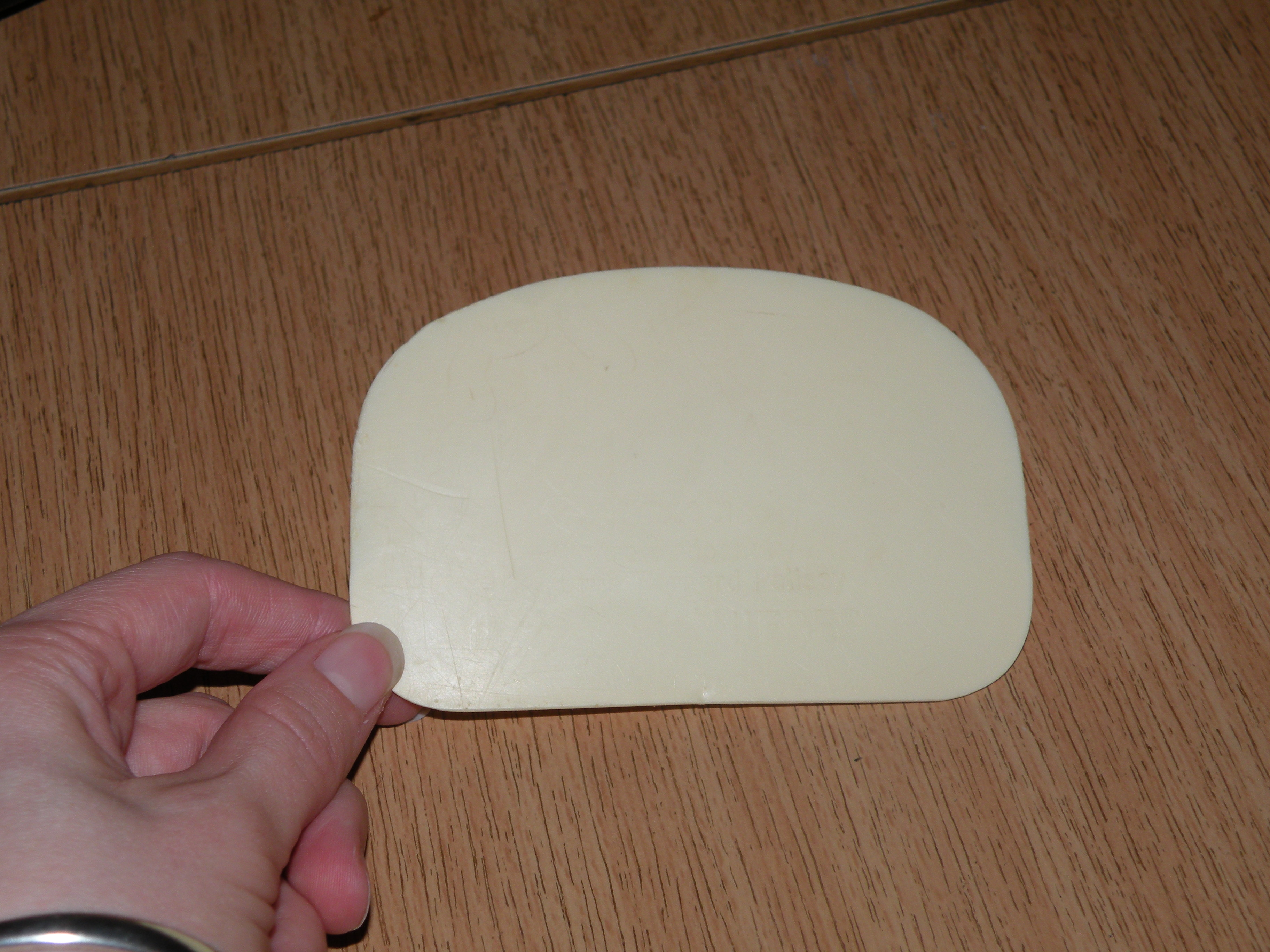
لیسهٔ خمیر

لیسهٔ خمیر (به انگلیسی: dredge) (به فرانسوی: Corne) وسیله‌ای است شبیه به کف‌گیر که برای جابجایی یا بهم زدن خمیر بکار می‌رود. جنس آن از جنس سیلیکون یا پلاستیک و غیره است. به آن کاردک (به انگلیسی: Scraper) نیز گفته می‌شود اما معمولاً واژهٔ کاردک برای اشاره کردن به وسیله‌ای با کاربرد مشابه اما از جنس فلز بکار برده می‌شود.